# Plaswijckpark
Le Plaswijckpark est un parc de loisirs et animalier situé à la lisière nord de Rotterdam, aux Pays-Bas, sur les berges de la Rotte.

## Historique
La société hôtelière C.N.A. Loos crée en 1923 les jardins Theetuin Hillegersberg, bientôt agrémentés d'une roseraie, devant l'affluence des visiteurs qui viennent également voir les singes et les kangourous du petit zoo. Le parc s'enrichit également d'un terrain de jeux, d'une tour panoramique et d'une location de barques sur un plan d'eau, sur la rive nord de la Rotte.
En 1975, la fréquentation étant en baisse, la santé économique du parc se trouve menacée. La fermeture est évitée grâce au versement d'une subvention par la mairie de Rotterdam. Cette rente est supprimée en 2013, mais compensée par le financement de nouvelles activités ludiques et d'infrastructures permettant aux visiteurs de se protéger des intempéries.
Le parc est désormais un centre familial de loisirs, adapté pour les jeunes enfants.
En novembre 2016, le virus H5N8 est détecté sur certains animaux. Les espèces aviaires sont alors abattues et le parc demeure fermé durant quelques mois.

## Description
Le parc présente en juillet 2016 46 espèces différentes d'animaux dont des Alpagas (Vicugna pacos), des Varis (Varecia variegata) ou des animaux de la ferme. Il possède également une importante collection d'oiseaux comme le Canard des Bahamas (Anas bahamensis), l'Oie cendrée (Anser anser) ou le Cygne noir (Cygnus atratus).